# Jorge Rodríguez Ledesma
Jorge Rodríguez Ledesma (nacido el 25 de abril de 2005 en Guadalajara, México) es un clavadista español de origen mexicano. Compite internacionalmente representando a España desde 2024.
Debutó a nivel internacional en la Copa del Mundo de Clavados de 2025, celebrada en Guadalajara, México, donde finalizó en la posición 11 en la prueba de plataforma 10 metros con una puntuación de 374.45.
Años antes, ganó junto a Kenny Zamudio en la prueba de clavados sincronizados en la Olimpiada Nacional de México (actualmente Nacionales Conade). 
En 2024 participó en las clasificatorias para los Juegos Olímpicos de París 2024 como parte del equipo nacional español, aunque no logró la clasificación. 

## Palmarés internacional
| Juegos Olímpicos           | Juegos Olímpicos     | Juegos Olímpicos | Juegos Olímpicos                                    |
| Año                        | Lugar                | Medalla          | Competición                                         |
| -------------------------- | -------------------- | ---------------- | --------------------------------------------------- |
| 2024                       | París (Francia)      | –                | Clasificatorias (no clasificó)                      |
| Copa del Mundo de Clavados |                      |                  |                                                     |
| Año                        | Lugar                | Medalla          | Prueba                                              |
| 2025                       | Guadalajara (México) | –                | Plataforma 10 m individual (11.º lugar, 374.45 pts) |